# Heinrich Moritz Birnbaum

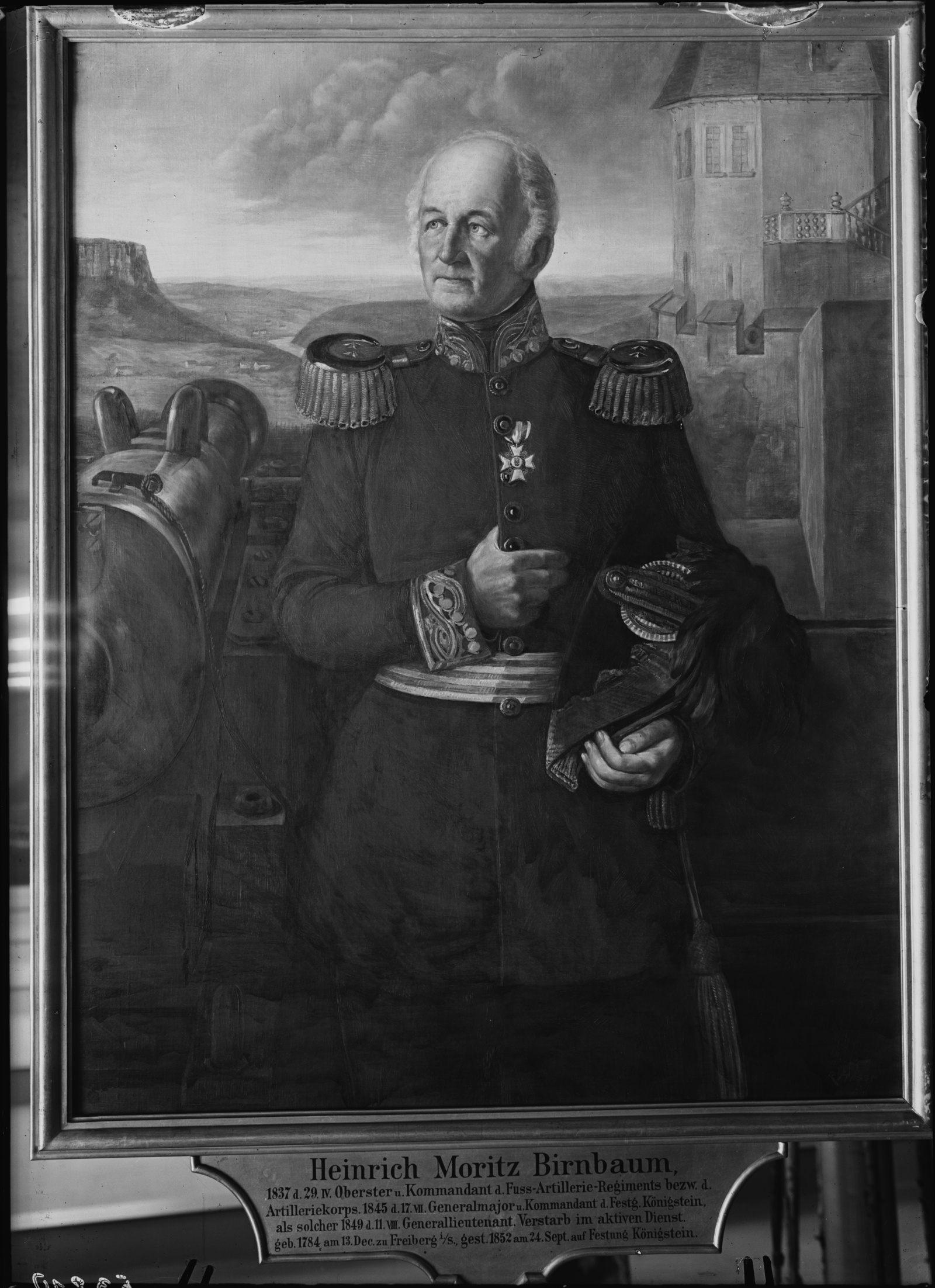
Heinrich Moritz Birnbaum (1784–1852)

Heinrich Moritz Birnbaum (* 13. Dezember 1784 in Freiberg; † 24. September 1852 auf Königstein) war königlich sächsischer Generalleutnant und Kommandant der Festung Königstein. Er war einer der ganz wenigen bürgerlichen Offiziere.

## Leben
Sein Vater war der Artillerie-Oberst Julius Karl Birnbaum († 22. April 1810). Seine Schulbildung erhielt Birnbaum in Freiberg und Pirna. Bereits 1797 wurde er dann als Kanonier in das Artilleriekorps aufgenommen. Nachdem er dort einige Zeit gedient hatte, kam er auf die Artillerieschule nach Dresden. Dort wurde er 1802 zum Stückjunker ernannt. Er wurde 1806 Souslieutenant und nahm als solcher am Vierten Koalitionskrieg teil, wo er in der Schlacht bei Jena kämpfte. Er erhielt zwei Schusswunden, geriet aber nicht in Gefangenschaft. 1810 wurde er dann Premier-Lieutenant und Adjutant. Während des Russlandfeldzuges von 1812 war er Adjutant in Artilleriepark und stand bei den Generälen Reynier und Le Coq. Nach seiner glücklichen Rückkehr wurde er 1813 Adjutant des Generalleutnant Zeschau. Er kämpfte bei Leipzig, wo er von Kosaken gefangen genommen wurde. Dann hatte er aber das Glück als Adjutant zum General von Ryssel zu kommen, der auf die preußische Seite gewechselt war. Birnbaum wurde daher aus der Gefangenschaft entlassen. Er kämpfte wieder bei der Belagerung von Torgau, anschließend war er dann von 1814 bis 1815 Adjutant der Reitenden Artillerie, während das Korps in Belgien und Frankreich kämpfte. 1815 wurde er dann auch zum Hauptmann befördert.
Nach dem Krieg kam er auf die Festung Königstein, wo er von 1821 bis 1822 dann Kommandant der Artillerie-Abteilung war. Er wurde 1823 zum Major, 1836 zum Oberstleutnant und dann 1837 zum Oberst und Kommandeur des Artilleriekorps befördert. Im Jahr 1845 wurde er dann Generalmajor und Kommandant der Festung. Er feierte am 11. August 1847 sein 50-jähriges Eintrittsjubiläum und erhielt 1850 anlässlich seines 50-jährigen Dienstjubiläums die Ernennung zum Generalleutnant. Er starb 1852 auf der Festung Königstein.

## Familie
Birnbaum war zweimal verheiratet. Seine erste Frau starb am 29. Juni 1827. Das Paar hatte mehrere Kinder:
- Susanne Marie Henriette
- Anton Moritz Theodor
- Anna Juliana

Er heiratete 1828 Ida von Einsiedel (* 1791; † 25. Juli 1862) Witwe des Karl Friedrich von Klotz († 1818) und Tochter des Generalmajors Curt Hildebrand von Einsiedel. Das Paar hatte eine Tochter:
- Laura Caecilia